# スリア (ケルト神話)
スリア（SuriaもしくはSyria）はケルト神話における良い流水を司る地母神。
古代ローマの属州であるブリタンニアにて信仰され、使用された石の祭壇が現在のイギリス各地にて発見されている。
名前はケルト祖語で「良い流れの水」を意味する*Su-rejāから由来する可能性がある。